# Alfred Dingeldey
Alfred Dingeldey (* 10. November 1894 in Gießen; † 15. Januar 1949) war ein deutscher Politiker, Landrat des Landkreises Gießen und Abgeordneter des Hessischen Landtags.

## Familie
Alfred Dingeldey war ein Sohn des evangelischen Pfarrers in Gießen, Kirchenrates und Synodalen August Dingeldey (1854–1920) und dessen Frau Elisabeth „Bessie“, geborene Wilson. Sein Bruder war der DVP-Vorsitzende Eduard Dingeldey. Er war verheiratet mit der Kunsthändlerin Viktoria Dingeldey, geborene Pfeil. Durch seine Großmutter Emma Regina Büchner war er entfernt mit dem prominenten Schriftsteller Georg Büchner verwandt. Über seinen Vater entsprang er den Neunkirchner Dingeldey, deren Stammvater der Centschöffe Alexander Dingeldey ist und die, seit 1538 urkundlich greifbar sind.

## Ausbildung und Beruf
Alfred Dingeldey studierte zunächst Medizin. Nach dem Ersten Weltkrieg, an dem er als Reserveoffizier teilnahm, studierte er Nationalökonomie, Verfassungsgeschichte und politischen Geschichte in Freiburg, Frankfurt und Gießen. Nachdem er mit der Machtergreifung 1933 seine politische Tätigkeit aufgeben musste, arbeitete als Kunsthändler in Berlin.

## Politik
Von 1924 bis 1933 war er Generalsekretär der Deutschen Volkspartei. Nach dem Zweiten Weltkrieg trat er der CDU bei und wurde 1946 in den Hessischen Landtag und am 18. August 1948 durch den Kreistag zum Landrat des Landkreises Gießen gewählt. Beide Ämter hatte er bis zu seinem Tod am 15. Januar 1949 inne.